# Вајтлијев тукан
Ваглеров тукан или Тепуи тукан (лат. Aulacorhynchus whitelianus) јужноамеричка је врста птице из породице Ramphastidae. Ова врста је пореклом из влажних тепуи шума, као и са Гвајанске висоравани. Ова врста тукана се некада сматрала врстом Aulacorhynchus derbianus.

## Систематика
Препознају се три потврсте:
- A. w. duidae — Чапман, 1929: пронађена у јужној Венецуели
- A. w. whitelianus — Салвин & Гудман, 1882: пронађена у Рораими и у непосредној близини тепуиа (јужна Венецуела и северозападна Гвајана)
- A. w. osgoodi — Blake, 1941: пронађена у јужној Гвајани